# Sam Richardson
Sam Richardson (Detroit, 12 gennaio 1984) è un attore, sceneggiatore e comico statunitense.
È noto soprattutto per aver interpretato Richard Splett nella serie Veep - Vicepresidente incompetente e per essere il co-protagonista in Detroiters al fianco di Tim Robinson. Nel 2024 vince il suo primo Premio Emmy come guest star nella serie Ted Lasso.

## Biografia
Richardson è nato e cresciuto a Detroit, nel Michigan. Suo padre è afroamericano mentre sua madre proviene dal Ghana, nell'Africa occidentale. Una o due volte l'anno, la famiglia si reca in Ghana, dove il nonno di Richardson, W. A. Wiafe, è stato capo e leader politico locale. Nel 2002, Richardson si è laureato alla University of Detroit Jesuit High School and Academy e ha studiato teatro alla Wayne State University. All'inizio della sua carriera, Richardson si esibì col gruppo teatrale di sketch comedy The Second City a Detroit e a Chicago, nell'Illinois. Coi Second City, Richardson era noto per la sua gamma di personaggi, dalle gag di vista alle impressioni di personaggi pubblici.
Dopo essersi trasferito a Los Angeles, Richardson ha ricevuto alcune parti in televisione, apparendo in sei episodi, tra cui il finale di serie di The Office, e in un episodio della quarta stagione di Arrested Development - Ti presento i miei. È anche apparso in alcuni episodi di Drunk History, New Girl, The Teachers e sei episodi di Harder Than It Looks. Richardson attualmente interpreta il ruolo di Richard Splett nella serie televisiva Veep - Vicepresidente incompetente di HBO, apparendo per la prima volta in quattro episodi durante la terza stagione come gestore di Selina Meyer durante il suo tour in Iowa. Durante la quarta stagione, Richardson divenne un membro del cast regolare della serie, dopo che il suo personaggio ricevette un'offerta di lavoro nell'amministrazione del presidente Meyer come assistente del personaggio Jonah. È anche apparso in alcuni film come Come ti spaccio la famiglia, Come ammazzare il capo 2, Spy, Cattivi vicini 2, Mike & Dave - Un matrimonio da sballo e Ghostbusters. Interpreta Alf nella webserie Champaign ILL di Youtube Premium.

## Filmografia

### Cinema
- Come ti spaccio la famiglia (We're the Millers), regia di Rawson Marshall Thurber (2013)
- Come ammazzare il capo 2 (Horrible Bosses 2), regia di Sean Anders (2014)
- Spy, regia di Paul Feig (2015)
- Cattivi vicini 2 (Neighbors 2: Sorority Rising), regia di Nicholas Stoller (2016)
- Mike & Dave - Un matrimonio da sballo (Mike and Dave Need Wedding Dates), regia di Jake Szymanski (2016)
- Ghostbusters, regia di Paul Feig (2016)
- La festa prima delle feste (Office Christmas Party), regia di Will Speck e Josh Gordon (2016)
- Casa Casinò (The House), regia di Andrew Jay Cohen (2017)
- Game Over, Man!, regia di Kyle Newacheck (2018)
- Good Boys - Quei cattivi ragazzi (Good Boys), regia di Gene Stupnitsky (2019)
- Una donna promettente (Promising Young Woman), regia di Emerald Fennell (2020)
- A cena con il lupo - Werewolves Within (Werewolves Within), regia di Josh Ruben (2021)
- La guerra di domani (The Tomorrow War), regia di Chris McKay (2021)
- Cheerleader per sempre (Senior Year), regia di Alex Hardcastle (2022)
- Hocus Pocus 2, regia di Anne Fletcher (2022)
- Mi ricorda qualcuno (Somebody I Used to Know), regia di Dave Franco (2023)

### Televisione
- The Office – serie TV, 6 episodi (2012-2013)
- Arrested Development - Ti presento i miei (Arrested Development) – serie TV, episodio 4x01 (2013)
- Veep - Vicepresidente incompetente (Veep) – serie TV, 40 episodi (2014-2019)
- Teachers – serie TV, episodio 1x10 (2016)
- Son of Zorn – serie TV, episodio 1x01 (2016)
- New Girl – serie TV, 3 episodi (2016-2018)
- Portlandia – serie TV, episodio 7x05 (2017)
- Ghosted – serie TV, episodio 1x10 (2018)
- Room 104 – serie TV, episodio 3x05 (2019)
- Curb Your Enthusiasm – serie TV, episodio 10x10 (2020)
- Dream Corp, LLC – serie TV, episodio 3x3 (2020)
- Ted Lasso – serie TV, 3 episodi (2021-2023)
- Afterparty – serie TV, 18 episodi (2022-2023)
- La pazza storia del mondo, Parte II (History of the world, Part II) – serie TV, episodio 1x03 (2023)
- Star Trek: Section 31, regia di Olatunde Osunsanmi – film TV (2025)

### Doppiatore
- Ralph spacca Internet (Ralph Breaks the Internet), regia di Rich Moore e Phil Johnston (2018)
- Rise of the Teenage Mutant Ninja Turtles - Il destino delle Tartarughe Ninja (Rise of the Teenage Mutant Ninja Turtles) – serie animata, 9 episodi (2018-2019)
- Archer – serie animata, 4 episodi (2019)
- BoJack Horseman – serie animata, 5 episodi (2019-2020)
- Hoops – serie animata, 10 episodi (2020)
- Star Trek: Lower Decks – serie animata, episodi 1x03 e 3x10 (2020, 2022)
- I Fungies (The Fungies) – serie animata, 24 episodi (2020-2021)
- M.O.D.O.K. – serie animata, 7 episodi (2021)
- HouseBroken – serie animata, 30 episodi (2021-2023)
- Harley Quinn – serie animata, 3 episodi (2022)
- Ruby Gillman - La ragazza con i tentacoli (Ruby Gillman, Teenage Kraken), regia di Kirk DeMicco (2023)
- Velma – serie animata, 21 episodi (2023-2024)
- Sausage Party: Cibopolis (Sausage Party: Foodtopia) – serie animata, 8 episodi (2024)

## Doppiatori italiani
Nelle versioni in italiano delle opere in cui ha recitato, Sam Richardson è stato doppiato da:
- Emanuele Ruzza in La guerra di domani, Hocus Pocus 2
- Alessandro Budroni in Mike & Dave - Un matrimonio da sballo, New Girl
- Luca Mannocci in A cena con il lupo - Werewolves Within
- Daniel Spizzichino in Mi Ricorda Qualcuno
- Francesco De Francesco in Veep - Vicepresidente incompetente
- Gianluca Crisafi in Una donna promettente
- Roberto Stocchi in La festa prima delle feste
- Marco Benedetti in Game Over, Man!
- Roberto Gammino in Good Boys - Quei cattivi ragazzi
- Alberto Franco in The Office
- Emiliano Reggente in Afterparty
- Gabriele Sabatini in Cheerleader per sempre
- Carlo Scipioni in Ted Lasso

Da doppiatore è stato sostituito da:
- Francesco De Francesco ne I Fungies (sindaco)
- Stefano Broccoletti ne I Fungies (Cool James)
- Sandro Acerbo in BoJack Horseman
- Luigi Morville in M.O.D.O.K.
- David Chevalier in Archer
- Luca Ghillino in Ralph spacca Internet
- Nanni Baldini in Ruby Gillman - La ragazza con i tentacoli